# Androfilie
Androfilie je přitažlivost (citlivost, reaktivita, orientace) vůči mužům. Slovo pochází z kmenů řeckých slov ανδρος (andros – muž) a φιλία (filia – láska, přátelství, náklonnost). Zpravidla se termín používá v erotologickém nebo sexuologickém významu. Androfilie se zpravidla projevuje citovou náklonností k muži nebo mužům, intenzivnějším prožíváním nebo potřebou citově významných vztahů k nim, schopností se do nich zamilovat, někdy též genitální reaktivitou nebo touhou po fyzické blízkosti nebo orgasmických aktivitách ve vztahu k nim.
Převažující androfilie u žen se obvykle nazývá ženskou heterosexualitou, převažující androfilie u mužů se obvykle nazývá mužskou homosexualitou.
Androfilie se klade do protikladu buď k pedofilii, efebofilii a gerontofilii (v takovém případě znamená zaměření výhradně na dospělé muže), nebo do protikladu ke gynekofilii (pak může zahrnovat i efebofilii a gerontofilii).
Pojem androfilie umožňuje označit jedním slovem společnou vlastnost heterosexuálních žen a homosexuálních mužů. Také umožňuje objektivněji popsat možné zaměření transsexuálních nebo intersexuálních lidí, u nichž slova homosexuální nebo heterosexuální postrádají jednoznačnost. Lze jím také označit náklonnost nedospělých chlapců nebo dívek k dospělým mužům (tedy náklonnost komplementární k mužské pedofilii, efebofilii, hebefilii nebo k rodičovské nebo pedagogické lásce mužů).

## Původ a rozsah užívání pojmu androfilie
Slovo bylo do odborného užívání zavedeno teprve ve dvacátém století jako umělý novotvar. Mezi laickou veřejností není obecně známé a užíváno je pouze v některých teoriích a kontextech. Není běžnou součástí zdravotnické ani psychiatrické terminologie.
Magnus Hirschfeld použil slova androfilie v trojstupňovém členění typů mužské homosexuality (efebofilie zaměřená na muže věku cca 17–20 let, androfilie na muže ve věku cca 20–50 let, gerontofilie zaměření na starší muže). Z českých sexuologů je užívali například Kurt Freund a Aleš Kolářský. Užívá se i v souvislosti s transsexuální (transgenderovou) a intersexuální tematikou.